# Trigomphus melampus
Trigomphus melampus is een echte libel uit de familie van de rombouten (Gomphidae).
De wetenschappelijke naam van de soort werd in 1869 als Gomphus melampus gepubliceerd door Edmond de Selys Longchamps.

## Synoniemen
- Gomphus unifasciatus Oguma, 1926
- Gomphus acutus Bartenev, 1930